# Archidiocèse de Saint-Pierre et Fort-de-France
L'archidiocèse de Saint-Pierre et Fort-de-France (en latin : archidioecesis Arcis Gallicae (et S. Petri o Martinicensis)) est une circonscription ecclésiastique de l’Église catholique romaine dans les Caraïbes, avec sièges à Saint-Pierre et Fort-de-France, dans l’île de la Martinique. L’archidiocèse de Saint-Pierre et Fort-de-France est métropolitain et ses diocèses suffragants sont Basse-Terre et Pointe-à-Pitre et Cayenne.
L’archevêque de Saint-Pierre et Fort-de-France est depuis le 7 mars 2015 David Macaire. Il est à la fois membre de la Conférence épiscopale de France et de la Conférence épiscopale des Antilles.

## Historique
La Martinique ne compte qu'un seul Diocèse qui porte le titre de Saint-Pierre et Fort-de-France.
Le diocèse de Martinique-Fort-de-France-et-Saint-Pierre a été érigé le 27 septembre 1850 par le Pape Pie IX avec siège épiscopal à Fort-de-France. Il est alors suffragant de l'archidiocèse de Bordeaux jusqu'en 1905. Le 12 septembre 1853, le siège épiscopal est transféré à Saint-Pierre, qui est alors la capitale économique et intellectuelle de l'île (le petit Paris des Antilles), en la cathédrale Notre-Dame-de-l'Assomption érigée dans le quartier du Mouillage. À la suite de la destruction de celle-ci et de la ville de Saint-Pierre lors de l'éruption de la montagne Pelée en 1902, le siège épiscopal est rapatrié en la cathédrale Saint-Louis de Fort-de-France le 8 mai 1902. Le diocèse devient suffragant de la Congrégation pour la propagation de la foi en 1905.
Le diocèse de Martinique-Fort-de-France-et-Saint-Pierre est élevé en archidiocèse de Saint-Pierre et Fort-de-France le 30 septembre 1967 par le Pape Paul VI.

### Abus sexuels
En octobre 2020, l'évêque de Cayenne Emmanuel Lafont  est accusé par un migrant haïtien d'avoir marchandé des relations sexuelles en l'échange de papiers d'argent et de biens. En mars 2021, le jeune homme porte officiellement plainte contre Lafont. Le 2 avril 2021, une enquête de droit canonique, menée par David Macaire, qui a autorité sur le diocèse de Cayenne,  est ouverte par le Vatican. Elle fait suite à plusieurs plaintes au civil contre Emmanuel Lafont pour abus de faiblesse, harcèlement moral,,. Selon Marianne, une enquête préliminaire serait ouverte pour « traite d’être humain aggravée », « aide au séjour irrégulier » et « abus de confiance aggravé ».
En décembre 2022, un prêtre martiniquais, aumônier dans un hôpital,  est mis en examen pour viol, remontant à 2019, après un signalement à la justice par l’archevêché,.

## Territoire
L'archidiocèse de Saint-Pierre et Fort-de-France comprend l'ensemble de l'île de la Martinique. Sa superficie est de 1 080 km². Il est archidiocèse métropolitain de la Province ecclésiastique des Antilles et de la Guyane, qui englobe les diocèses de Basse-Terre et Pointe-à-Pitre (îles de Guadeloupe) et Cayenne (Guyane française) qui lui sont suffragants.
Le siège épiscopal est à Fort-de-France dans la cathédrale Saint-Louis et à Saint-Pierre dans la cathédrale Notre-Dame-de-l'Assomption.
Le territoire est divisé en 47 paroisses.

## Liste des évêques et archevêques

### Évêques de la Martinique
1. Étienne-Jean-François Le Herpeur (1850-1858)
2. Louis-Martin Porchez (1858-1860)
3. Amand-Joseph Fava (1871-1875)
4. Julien-François-Pierre Carméné (1875-1897)
5. Étienne-Joseph-Frédéric Tanoux (1898-1899)
6. Marie-Charles-Alfred de Cormont (1899-1911)
7. Joseph Malleret (c.s.sp.) (1912-1914)
8. Paul Lequien (c.s.sp.) (1915-1941)
9. Henri Varin de la Brunelière (c.s.sp.) (1941-1967), devient archevêque

### Archevêque de Saint-Pierre et Fort-de-France
1. Henri Varin de la Brunelière (c.s.sp.) (1967-1972), précédemment évêque du diocèse
2. Maurice Marie-Sainte (1972-2004)
3. Michel Méranville (2004-2015)
4. David Macaire (2015- ) (o.p.)

## Évêques originaires du diocèse de Saint-Pierre et Fort-de-France
- Michel Méranville, archevêque émérite de Saint-Pierre et Fort-de-France.
- Maurice Marie-Sainte, archevêque émérite de Saint-Pierre et Fort-de-France.
- David Macaire, archevêque de Saint-Pierre et Fort-de-France depuis le 12 avril 2015.

## Suffragants
L'archidiocèse est métropolitain des deux diocèses suffragants ci-dessous avec lesquels il forme la province ecclésiastique de Saint-Pierre et Fort-de-France : 
| Diocèse                                  | Évêque            | Territoire |
| ---------------------------------------- | ----------------- | ---------- |
| Diocèse de Basse-Terre et Pointe-à-Pitre | Philippe Guiougou | Guadeloupe |
| Diocèse de Cayenne                       | Alain Ransay      | Guyane     |